# Bastiony VII-X
Bastiony VII-X należały do zespołu dzieł obronnych Fortu 31 „św. Benedykt”.

## Bastion VII
Powstał w latach 1863–1865. Bastion tworzył narożnik wału Twierdzy. Wschodni narożnik skręcał na południu wzdłuż ul. św. Kingi; u jej styku z ul. Wielicką stała Brama Lwowska. Północnym skrzydłem narożnika biegną tory kolejowe.

## Bastion VIII
Powstał w XVIII wieku. Około roku 1809 został przebudowany, a w latach 1863–1865 zmodernizowany. Bastion jest prawie w pełni zachowany, posiada wykutą w wapiennej skale fosę.

## Bastion IX
Ziemny bastion powstały w latach 1863–1865. W latach 1940 i 1955 został zniszczony, podczas budowy bloków mieszkalnych przy ul. Radosnej.

## Bastion X
Ziemny bastion powstały w latach 1863–1865. Zachowana część obwałowań od wschodniej i południowej strony budynku Telewizji Kraków wraz z fragmentem wału i grodzią z początku XX wieku.